# Минин (броненосен крайцер)
Минин (от 2 март 1909 г. „Ладога“) e броненосен крайцер (броненосна фрегата) на Руския императорски флот. Построен е по проект на корабния инженер щабскапитан Н. А. Самойлов. Контрол на строежа се осъществява от корабния инженер полковник А. М. Хезехус. Строежът на кораба поставя тъжен „рекорд“ по бавно строителство в Руския императорски флот, който влиза в строй дванадесет години след своето залагане.

## История на службата
- Есента на 1878 г. – Първо плаване в Средиземно море.
- 1887 г. – Във Франко-Руския завод огнетръбните котли са заменени с водотръбни котли „Белвил“ (първото им използване в руския флот).
- 1 февруари 1892 г. – Прекласифициран на крайцер от 1-ви ранг.
- Май 1892 г. – Крайцерът се връща в Балтийско море от последното си далечно плаване.
- 1898 г. – Крайцерът е преоборудван в учебен кораб: монтирана е нова парна машина, която е взета от черноморския параход „Опит“ (бившата царска яхта „Ливадия“), рангоута за платната е заменен с леки мачти, от намаляването на запаса гориво са оборудвани нови жилищни и учебни помещения, променен е състава на въоръжението.

- 11 март 1906 г. – Прекласифициран от крайцер 1-ви ранг в учебен кораб.
- 1908 г. – Преоборудван на плаващ минен склад.
- 2 март 1909 г. – Приема ново име: „Ладога“.
- 23 октомври 1909 г. – Зачислен в балтийския отряд на минните заградители.
- 27 октомври 1912 г. – Преоборудван в минен заградител (на батарейната палуба са поставени релси и задбордни кърмови скатове). Поставени са нови котли производство на Черноморския механически и котелен завод.
- 15 август 1915 г. – Потъва, натъквайки се на мина, близо до датския остров Ере, поставена от немската подводница UC-4, получава пробойна в носовата част по левия борд. От проникналата вода се взривяват котлите в котелното отделение, след което кораба потъва. Загиват 5 души от екипажа.

## Известни хора, които са служили на кораба

### Командири
- 1865 – 1866 – капитан 2-ри ранг Алексей Алексеевич Пещуров, впоследствие вицеадмирал и морски министър.
- 1876 – 1882 – капитан 1-ви ранг Павел Николаевич Назимов, впоследствие адмирал на флота, пътешественик, изследовател, началник на Главното хидрографско управление.
- 1882 – 1887 – капитан 1-ви ранг Роман Андреевич Гренквист.
- 1889 – 1890 – капитан 1-ви ранг Фьодор Петрович Енгелм.
- 1890 – 1892 – Александр Алексеевич Бирильов.
- 1 май 1900 – 6 декември 1901 – Николай Иванович Небогатов, впоследствие контраадмирал, участник в Цушимското сражение, разжалван с отнемане на всички награди и пенсии след като предава няколко кораба на японците по време на Руско-японската война. Осъден на смърт, след това присъдата е заменена с 10 години затвор, помилван след излежаване на 25 месеца.
- 6 декември 1901 – 24 юли 1906 – капитан 1-ви ранг Николай Карлович Бергщресер.
- 1909 – 1912 – капитан 1-ви ранг Евгений Иванович Криницкий, впоследствие контраадмирал.
- 27 август 1912 – 2 август1915 – капитан 1-ви ранг Николай Васильевич Кротков.

### Старши офицери
- 28 юни 1872 – 22 юни 1873 капитан-лейтенант Фьодор Карлович Авелан, впоследствие адмирал на флота и морски министър.

### Други длъжности
- ??.04.1878 – ??.??.1879 щурмански офицер кондуктор от КФЩ Сергей Александрович Варгин[1]
- ??.??.1880 – ??.??.1881 мичман Фьодор Кирилович Дриженко, впоследствие генерал на Хидрографския корпус, руски учен-хидрограф, известен изследовател на езерото Байкал.
- ??.??.188?—??.??.1892 старши корабен механик Леополд Яковлевич Якобсон, впоследствие инженер-механик на руския флот, генерал-лейтенант от Корпуса на инженер-механиците.
- ??.??.1???—??.??.1903 Алексей Силич Новиков-Прибой, впоследствие руски и съветски писател – маринист.